# Anita Malfatti

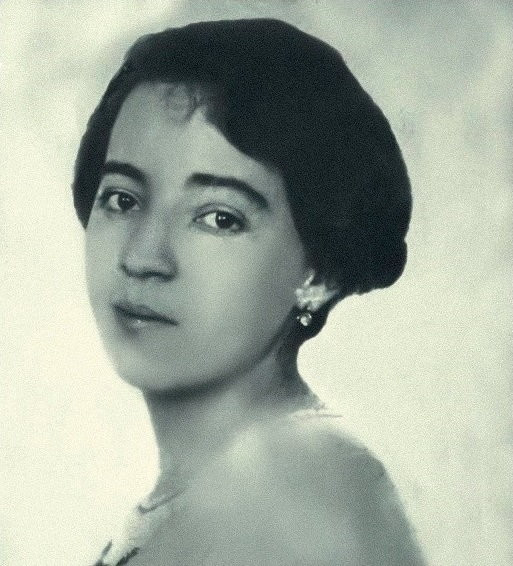
Anita Malfatti (1912)

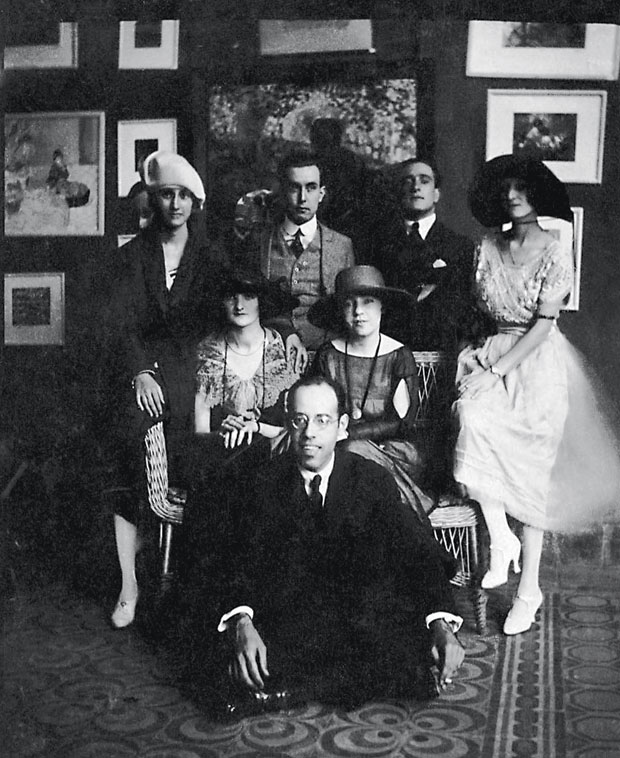
Teilnehmer der Semana de Arte Moderna 1922: vorne sitzend Mário de Andrade, Mitte sitzend Anita Malfatti

Anita Catarina Malfatti (* 2. Dezember 1889 in São Paulo; † 6. November 1964 in São Paulo) war eine brasilianische Malerin und gehört zu den Begründerinnen des brasilianischen Modernismus.
Als Tochter eines italienischen Vaters und einer US-amerikanischen Mutter wurde Malfatti in São Paulo geboren und durchlief dort die Schulausbildung. Schon früh zeigte sie Interesse für Malerei, das durch ihre Mutter gefördert wurde. Eine angeborene Atrophie ihres rechten Arms zwang sie, für das Malen die linke Hand zu benutzen. 1910–1914 hielt sie sich in Berlin auf, studierte unter anderem bei Lovis Corinth, besuchte 1912 die Sonderbundausstellung in Köln und interessierte sich für den deutschen Expressionismus. Nach einem kurzen Aufenthalt in Brasilien reiste sie 1915 nach New York, studierte dort an der Independent School of Art und erhielt Einblicke in den Kubismus.
Vom 12. Dezember 1917 bis zum 11. Januar 1918 fand in São Paulo ihre erste Einzelausstellung statt, unter dem Titel Moderne Malerei, die zu scharfen Auseinandersetzungen führte. Während ein Kritiker ihre Bilder mit „Zeichnungen der Insassen von Irrenhäusern“ verglich, wurde sie von Oswald de Andrade verteidigt, der mit den futuristischen Werken von Marinetti vertraut war.
1922 nahm Malfatti an der Semana de Arte Moderna („Woche der modernen Kunst“) in São Paulo teil und bildete mit Tarsila do Amaral, mit der sie schon unter George Elpons studiert hatte, Mário de Andrade, Oswald de Andrade und Menotti del Picchia die sogenannte Grupo dos Cinco („Gruppe der Fünf“). Die Zeit ab 1922 gilt als erste Phase des Modernismo brasileiro. Mit Mário de Andrade verband sie eine lebenslange Freundschaft.
Ab 1923, als sie ein Stipendium für eine Reise nach Paris erhielt, gab sie den Expressionismus auf. 1928 kehrte sie nach São Paulo zurück, wo sie ihre künstlerische Karriere auf konventionellere Art weiterführte und vor allem Porträts und Stillleben malte.